# Wong (Marvel Cinematic Universe)
Wong è un personaggio immaginario appartenente al franchise cinematografico del Marvel Cinematic Universe (MCU), basato sull'omonimo personaggio di Marvel Comics e interpretato da Benedict Wong. All'interno della saga, Wong è rappresentato come amico e collega stregone del Dottor Stephen Strange, nonché membro degli Stregoni Maestri delle Arti Mistiche. Dopo la scomparsa di Strange a causa del Blip, Wong assume il ruolo di Stregone Supremo, titolo che mantiene anche dopo il ritorno di Strange.
A partire dal 2025, Wong è apparso in sei film e nella serie televisiva Disney+ She-Hulk: Attorney at Law (2022). Versioni alternative del personaggio compaiono anche nella serie animata What If...? (2021-2024), doppiate da Benedict Wong nella prima stagione e da David Chen nella terza.

## Versioni alternative

### Dottor Strange Supremo
In un 2016 altenativo, Wong si oppone ai ripetuti tentativi di Doctor Strange Supreme di salvare la sua fidanzata, la dottoressa Christine Palmer. Nonostante gli avvertimenti, Strange dà origine a un paradosso che distrugge il suo universo, consumando anche Wong. Dopo la frattura della linea temporale, una versione precedente di Wong e Strange tenta di fermare Supreme, ma viene nuovamente sopraffatta e consumata.

## Accoglienza
Alcuni giornalisti considerano Wong un "personaggio amatissimo dai fan". Talia Franks di Nerdist lo ha definito uno dei «personaggi rivelazione del Marvel Cinematic Universe negli ultimi anni», affermando: «L'evoluzione di Wong nei film e nelle serie è stata un piacere da seguire, man mano che scopriamo quanto sia più complesso di quanto sembri a prima vista. In un franchise corale come il MCU, è difficile dedicare tempo a un singolo personaggio. Figure secondarie come Wong spesso non ricevono lo spazio che meriterebbero, e le loro caratteristiche vengono disseminate qua e là nelle varie apparizioni». Shania Russell di /Film ha scritto: «Wong è, semplicemente, una vibe. È l'ideale di supereroe: ha esattamente l'atteggiamento che vorremmo vedere nei nostri esseri superpotenti. Prende molto seriamente il suo compito — sia che si tratti di proteggere il mondo da stregoni oscuri o di riunire gli Avengers per sconfiggere Thanos. Ma questo non significa che non ci sia spazio per il divertimento». Brandon Zachary di CBR.com ha descritto Wong come «una figura abile ma accessibile all'interno del MCU. Ha abbastanza potere da cavarsela in combattimento, ma non così tanto da poter risolvere ogni cosa da solo. È un volto amico su cui gli eroi possono contare — sia per un aiuto concreto sia per una battuta — e contribuisce a fare da collante tra gli angoli più particolari dell’universo cinematografico».
L'interpretazione di Benedict Wong è stata lodata da numerosi critici. Tara Bennett di Syfy ha scritto: «Gran parte del successo del personaggio si deve all’abilità dell'attore Benedict Wong. Comico e drammatico con la stessa efficacia, ha dimostrato di essere una risorsa preziosa per sceneggiatori e registi del MCU». Myles Hughes di Looper ha dichiarato: «La versione di Wong proposta da Benedict Wong è diventata una delle più memorabili del Marvel Cinematic Universe. È entrato nello stesso pantheon di Clark Gregg, Hayley Atwell, Kat Dennings o Randall Park — attraversa i franchise, interagisce con vari eroi, ed è sempre una presenza gradita, anche quando compare solo per pochi minuti».